# Phüntshog
Phüntshog (auch: Phuntshog, Phuntsog, Phüntsok/g, Püntsok/g, Puntsok/g; tibetisch ཕུན་ཚོགས THL Püntsok, Wylie phun tshogs, ZWPY Püncog, deutsch ‚Fülle an Exzellenz‘ – „vorzüglich“) ist ein häufig verwendeter Bestandteil tibetischer Namen.
Phüntshog ist Bestandteil des Namens folgender Personen:
- Phüntshog Namgyel (Sikkim) (1642–1670), König von Sikkim
- Champa Phüntshog (* 1947), Vorsitzender der Regierung des Autonomen Gebiets Tibet der Volksrepublik China, siehe Qamba Püncog
- Deumar Tendzin Phüntshog (1673–1743), Pharmakologe und Arzt der tibetischen Medizin des 18. Jahrhunderts
- Karma Phüntshog Namgyel (Desi Tsangpa Phüntshog Namgyal; tib. sDe srid gtsang pa phun tshogs rnam rgyal; † 1621)
- Tshering Phüntshog (* 1948), Minister für Religion und Kultur des 13. Kashag der tibetischen Exilregierung